# اسپاسک-ریازانسکیی
شهر اسپاسک-ریازانسکی (به روسی: Спасск-Рязанский) در کشور روسیه و در اوبلاست ریازان واقع شده‌است.